# Sielsowiet Wornauka
Sielsowiet Wornauka (biał. Ворнаўскі сельсавет, Wornauski sielsawiet; ros. Ворновский сельсовет) – sielsowiet na Białorusi, w obwodzie homelskim, w rejonie kormańskim, z siedzibą w Wornauce.

## Demografia
Według spisu z 2009 sielsowiet Wornauka zamieszkiwało 730 osób, w tym 621 Białorusinów (85,07%), 80 Rosjan (10,96%), 22 Ukraińców (3,01%), 2 Ormian (0,27%), 1 Polak (0,14%), 2 osoby innych narodowości i 2 osoby, które nie podały żadnej narodowości.

## Geografia i transport
Sielsowiet położony jest w południowej części rejonu kormańskiego, na południe od stolicy rejonu Kormy. Największą rzeką jest Soż.
Przez sielsowiet przebiega droga republikańska R30.

## Miejscowości
- wsie:
  - Dobrycz
  - Iwanauka
  - Jency
  - Kaukaz
  - Rudnia
  - Wornauka
  - Wostraja Karma
  - Wysokaja